# Wojciech Cichy
Wojciech Cichy (ur. 15 lipca 1942 w Rawiczu) – polski gastrolog, profesor nauk medycznych.

## Życiorys
Studiował w Akademii Medycznej w Poznaniu, w 1977 obronił pracę doktorską, w 1987  habilitował się na podstawie dorobku naukowego i pracy. 27 kwietnia 1993 nadano mu tytuł profesora w zakresie nauk medycznych. W 2000 otrzymał nominację na profesora zwyczajnego.
Piastował funkcję kierownika w I Katedrze Pediatrii na Wydziale Lekarskim Uniwersytetu Medycznego im. Karola Marcinkowskiego w Poznaniu, oraz był skarbnikiem w Societas Humboldtiana Polonorum.
Profesor zwyczajny na Wydziale Medycznym Akademii Kaliskiej im. Prezydenta Stanisława Wojciechowskiego.
W 2004 kandydował jako niezależny kandydat w wyborach do Parlamentu Europejskiego.

## Publikacje
- 2010: Kinaza pirogronianowa- nowy marker procesu nowotworzenia[3]
- 2011: Rola probiotyków w chorobach alergicznych[3]
- 2012: Determination of faecal inflammatory markers concentration as non-invasive method of evaluation of pathological activity in children with inflammatory bowel diseases[3]